# Ambystoma plamista
Ambystoma plamista (Ambystoma maculatum) – gatunek płaza ogoniastego z rodziny ambystomowatych (Ambystomatidae).

## Wygląd zewnętrzny
Dorasta do 25 cm. Ciało zwarte, tułów i ogon okrągłe w przekroju. Grzbiet jest czarny z granatowym połyskiem, pokryty rzędami okrągławych małych, jaskrawożółtych lub pomarańczowych plamek.

## Tryb życia
Zamieszkuje głównie obszary zalesione. Ukrywa się w norach, pod kamieniami, w korzeniach drzew itp.
Ambystomy plamiste są jedynymi znanymi kręgowcami, u których stwierdzono endosymbiozę. Osłonki jaj są zasiedlane przez glony Oophila amblystomatis, które następnie wnikają do komórek zarodków płaza.

## Rozród
Gody odbywa na wiosnę w małych zbiornikach wody stojącej oraz w wolno płynących strumieniach. Zaloty mają burzliwy przebieg. Godujące samce i samice obwąchują i pocierają się o siebie. Są przy tym bardzo ruchliwe. Samce składają spermatofory na dno zbiornika, są one natychmiast podejmowane przez samice. Samica składa około 250 jaj w kulistych galaretowatych pakietach, przyklejanych do roślin wodnych. Ich średnica wynosi około 2,5–3 mm. Po ich złożeniu dorosłe osobniki opuszczają wodę. Larwy wykluwają się po około 6 tygodniach. Mają wtedy 1–1,5 cm. Przeobrażają się po około 6 tygodniach, przy długości 5–7 cm.

## Występowanie
Występuje we wschodniej części Ameryki Północnej – we wschodniej części USA od Wisconsin na południe po wschodni Teksas i na wschód po wybrzeże Atlantyku (ale bez Florydy) oraz na przyległym obszarze południowej Kanady – od południowego Ontario po Nową Szkocję.